# 维生素B12全合成

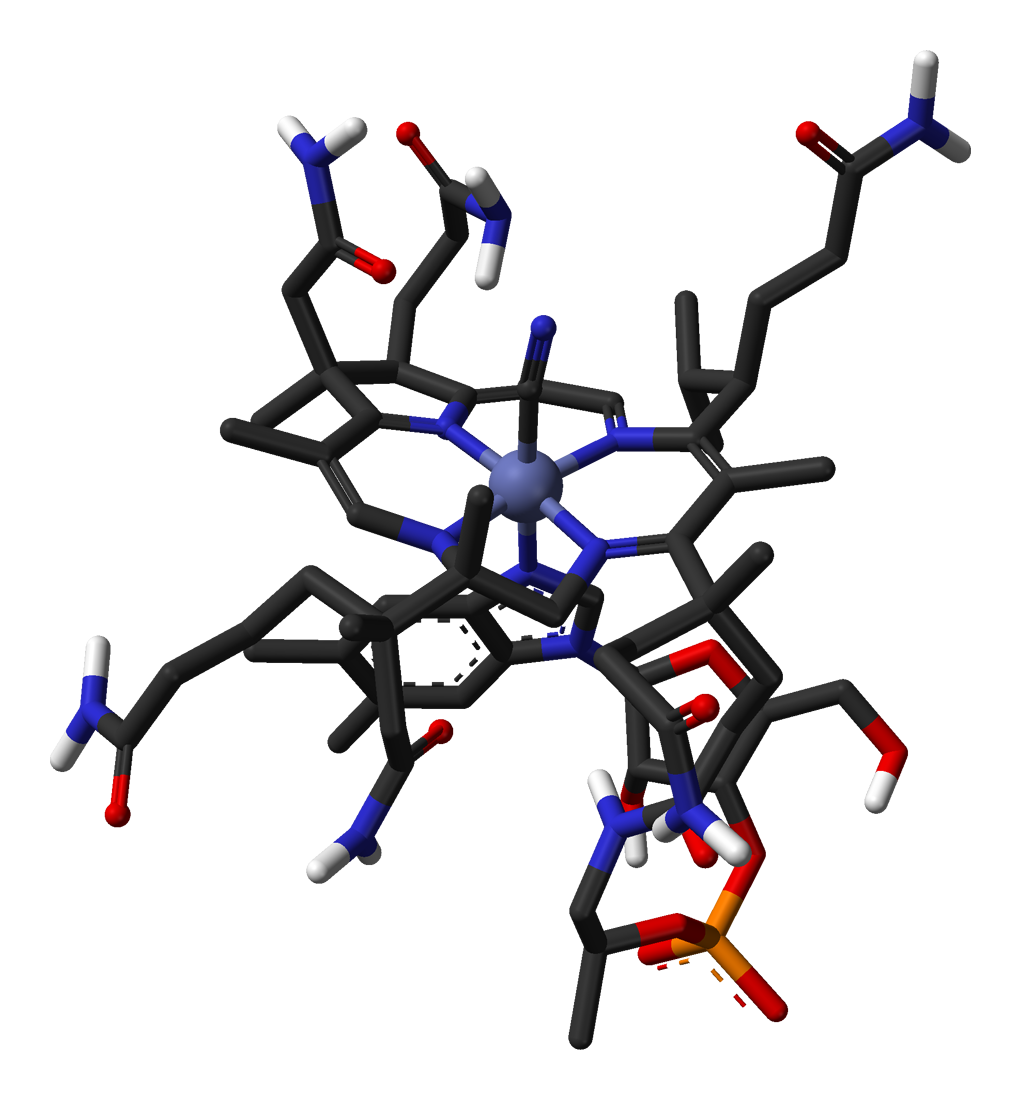
钴胺素，也被称作维生素B_{12}

维生素B12全合成在化学中是指对复杂的生物分子维生素B12的全合成。所谓全合成，即是通过有机化学方法合成人类所需而又产量稀少的天然产物。它的全合成路线最早在1973年由罗伯特·伯恩斯·伍德沃德和阿尔伯特·艾申莫瑟的团队提出，人们认为其是有机合成领域的经典之作。
伍德沃德1968年在纯粹与应用化学上发表的论文是讲座的转录本。而艾申莫瑟于1977年在《科学》杂志上发表的论文也是由讲座修改而来的。维生素B12的晶体结构在1956年已经由多萝西·克劳福特·霍奇金用X射线衍射方法测定。这项全合成也是化学领域的重大突破，因为其中的一步关键反应为1982年分子轨道对称守恒原理提出的奠定了基础。

## 分子结构
维生素B12分子的核心是一个与钴离子配位的咕啉环结构（图中用红色标出）。与该家族的维生素中有含钴配体和含氰配体维生素有关的全合成称作氰钴胺全合成。咕啉环的边缘通过C1和C2间隔基与甲基（8）和酰胺基（9）相连。第七个酰胺基是长链的N-烷基，其中包含一个异丙醇基、一个磷酸基、一个核糖基和一个二甲基苯并咪唑基。咪唑环上的一个氮原子是与中心钴原子配位的第五个氮原子。咕啉环上总共有多达九个手性碳原子，这给它的合成增加了难度。
| VitaminB12 overview |
| 维生素B12的结构     |

## 逆合成分析
逆合成的第一步很简单。早在1960年，伯恩豪尔就提出尾状的长链可以用酰胺水解反应从维生素B12中离去，得到钴啉胺酸后可以再替换上其他基团。伍德沃德与艾申莫瑟尝试的是一项严格的中继合成，因为合成目标只是钴啉胺酸，并没有包括前人已经完成的尾状长链的连接。
| Vitamin B12 retrosynthesis |
| 维生素B12逆合成            |

C5和C15上的甲基只有在咕啉环核心构建完成才能引入。该核心可由左侧的AD部分（III）和右侧的BC部分（IV）合成。由于空间位阻，所有两部分直接成环的尝试均以失败告终，而在含硫试剂作用则可行。

## 合成路线

### A环合成
A环的合成以间甲氧基苯胺（1）为起始物，其先与乙偶姻（2）进行缩合反应得到希夫碱甲氧基甲基吲哚（3）。（3）与甲基格氏试剂反应生成镁盐，再与炔丙基碘（4）反应生成炔丙基假吲哚（5）。（该反应生成的产物是外消旋的，图中只画出了一种可能的产物）（5）在三氟化硼和氧化汞的催化下于甲醇溶液中反应，先生成中间体（6），再发生分子内亲电加成反应关环得到（7）。由于中间体（6）中的烯醇醚官能团位于芳环平面以上，发生（6）到（7）反应时只能生成两个甲基处于同一侧（即顺式）的产物。
| VitaminB12 AD ring part A |
| 维生素B12AD环A部分        |

该化合物以两种对映异构的外消旋体形式存在，使用(-)-α-苯乙基异氰酸酯进行手性拆分可以分离出(+)旋光性的异构体。
| Vitamin B12 chiral resolution |
| 维生素B12A环手性拆分          |

### D环合成
D环的合成是从手性的(S)-樟脑（8）在碱存在下与亚硝酸酯反应产生肟（9）开始的：碱性条件下（8）失去羰基α-氢生成烯醇负离子中间体，再与亚硝酸酯发生取代反应生成产物（9）。该产物通过水解可转化为酰胺（10）。（10）经霍夫曼降解反应和分子内的酰胺化反应得到内酰胺（11），再与亚硝酸作用得到N-亚硝基化合物（12）。（12）与甲醇钠反应产生重氮化合物（13）。（13）分解产生卡宾中间体，再经甲基迁移得到环戊烯衍生物（14）。使用氢化铝锂还原（14）得到醇（15），再用三氧化铬氧化得到醛（16），然后用三苯基膦（亚甲基甲酸甲酯）进行一次Wittig反应生成反式烯烃（17），最后水解生成羧酸（18）。
| Vitamin B12 AD ring part B |
| 维生素B12D环合成           |

### AD环偶联
羧酸（18）与二氯亚砜作用生成酰氯，再与胺（7）作用形成酰胺（19），然后在叔丁醇中用叔丁醇钾处理，发生Michael加成反应得到氢原子处于反式的三环化合物（20）。（20）在酸性条件下与乙二醇反应生成缩酮 （21）。（21）与氟硼酸三乙基𨦡反应产生亚胺离子的盐（22），再在甲醇钠的甲醇溶液中反应生成原酸酰胺（23）。（23）在甲苯中加热逸出甲醇生成烯醇醚（24）。以上四步反应将化合物（20）中的两个羰基保护了起来。Birch还原（24）生成四烯（25），再用酸处理水解（25）中的烯醇醚，得到异环戊烯酮（pentacyclenone）（26）。。
| Vitamin B12 AD ring part III |
| 维生素B12AD环合成（一）      |

继续用酸处理（26），将其中的缩酮保护基脱除，得到酮（27）。（27）与过量的羟胺反应生成二肟（图中未画出），再用亚硝酸-醋酸选择性地水解二肟，产生单肟（28）。由于（27）中共轭的羰基空间位阻比非共轭的羰基小，该反应具有一定的选择性。以上三步反应引入了第二个氮原子——这是后续反应中AD环关环时所需要的。环戊烯环以及环己烯酮环经臭氧化反应和高碘酸氧化，生成羧酸（图中未画出）。该羧酸与重氮甲烷反应，生成含有两个酮羰基的酯（29）。用弱酸处理（29），使该化合物末端的1,5-二酮单元进行一次分子内羟醛缩合反应，生成化合物（30）。甲苯磺酰化（30）中的肟基后，通过臭氧化-高碘酸氧化再次打开六元环，最后用重氮甲烷酯化得到酯（31）。（31）在甲醇和聚苯乙烯磺酸钠的存在下于170 °C反应2小时，得到四环化合物（33）α-咕啉去甲基甾酮（α-corrnorsterone）（中文名称的来历详见注释）此反应为串联反应：（31）先发生Beckmann重排得到未拆分的内酰胺中间体（32），后者进一步经胺羰缩合反应和羟醛缩合反应得到（33）。事实上，该反应会得到少量的差向异构体（34）β-咕啉去甲基甾酮。为了将产物（33）与（34）的混合物完全转化为（34），采取了如下方法：用过量碱处理该混合物将其水解。由于立体化学的原因，该化合物的A环不会水解。于是水解反应得到了一组差向异构的二酸的混合物：（33）水解为顺式二酸（33A），（34）水解为反式二酸（34A）。（图中未画出）显然（34A）位阻比（33A）小，故（33A）会通过酰胺羰基的酮式-烯醇式互变异构，转化为（34A）。最后酸化（34A），再用重氮甲烷处理，即得到纯的（34）。随后令（34）同时与甲醇和苯硫酚反应转化成（35）。这确保了咪唑尾状长链的特异性。然后进行臭氧化反应生成硫酯（图中未画出），进一步用氨处理硫酯得到含醛基的酰胺（36），再用硼氢化钠进行醛的还原反应、甲磺酰化，然后用溴化锂溴化得到溴化物（37）。最后一步将酰胺基脱水成腈基，完成AD环合成。
| Vitamin B12 AD ring part IV |
| 维生素B12AD环合成（二）     |

### C环合成
C环合成的起始原料是手性(+)-樟脑醌（38），然后三氟化硼在乙酸酐存在时与之加成，使其转化为三甲基环己烯酸乙酯（39），该反应最早由玛拿西（Manasse）和塞缪尔（Samuel）于1902年发现。下一步酸酐水解成羧酸（40），然后将之酰胺化为酰胺（41），再进行臭氧化反应得到有机臭氧化物（42）。以锌和甲醇将（42）还原成丁二酰亚胺（43），然后用盐酸的甲醇溶液处理后者生成内酰胺（44），最后热解，完成C环的合成（45）。
| Vitamin B12 BC ring part I |
| 维生素B12C环合成           |

### B环合成
B环合成的起始原料是3-甲基-4-氧代-2-戊烯酸（46），它与丁二烯在氯化锡作用下经Diels-Alder反应形成外消旋的六元环化合物（47）。该反应是立体专一性的，甲基和羧基处于顺式，此后这被证明是一个同面的“4+2”环加成反应。使用α-苯乙胺进行手性拆分得到有光学活性的异构体（47）。用铬酸处理（47）的过程中发生了一个串联反应：（47）中的双键先被氧化，生成三元羧酸中间体（48），再经两次分子内酯化得到双内酯（49）。通过一次Arndt–Eistert反应在羧酸α位插入一个亚甲基（50），再与氨反应生成内酰胺（51），最后与五硫化二磷反应获得硫内酰胺（52）。
| Vitamin B12 BC ring part II |
| 维生素B12B环合成            |

### BC环偶联
B环（52）和C环（45）在过氧化苯甲酰和盐酸作用下发生反应，形成含烯基硫醚官能团的化合物（53）。该反应的机理可能为：（52）先被过氧化苯甲酰氧化，生成含二硫键的二聚中间体（图中未画出），然后该二聚体在酸存在下被（45）进攻，得到产物（53）和原料（52）。（53）与亚磷酸三乙酯进行一次Eschenmoser去硫反应脱除硫原子，形成含烯胺、亚胺官能团的化合物（54）。然后依序用氟硼酸三乙基𨦡和硫化氢处理（54），使之转化为硫内酰胺（55）。
| Vitamin B12 BC ring part III |
| 维生素B12BC环系合成          |

### AD、BC环偶联
图中右侧的BC分子（氰溴化物（37））和左侧的AD部分（丙酸酯部分外消旋化的硫代右前体（55）（thiodextrolin，名称的来历详见注释））在叔丁醇钾的催化下，经过一个硫离子中间体生成硫醚（56）。然后使用氰乙基膦、三氟乙酸和环丁砜进行合成路线中的第二次Eschenmoser去硫反应，得到氰基咕啉内酯前体（57）（cyanocorrigenolide），同时C环的丙酸酯基团也被外消旋化。由于两部分巨大的空间位阻，此偶联是至今为止构建卟啉环唯一可行的方法。用五硫化二磷和4-甲基吡啶处理（57），将其中的内酰胺和内酯基团分别转化为硫代酰胺和硫代内酯，生成二硫代氰基咕啉内酯前体（58）（dithiocyanocorrigenolide）。（58）再和氟硼酸三乙基𨦡作用，产生S-甲基衍生物（59）。然后二甲胺与之发生亲核酰基取代反应，打开硫代内酯环，并通过硫离子从甲基上的消除生成一个含环外烯键的中间体（图中未画出）。该中间体先后与氯化钴、氰化钾反应，得到钴配合物（60）。配合物（60）曾于早前一项模板定向合成研究中被分离出来。。
| Vitamin B12 BCAD contruction |
| 维生素B12AD、BC环偶联（一）  |

最后一步以1,5-二氮杂二环[4.3.0]壬-5-烯(DBN)和二甲基乙酰胺处理（60），脱硫成环生成（61）。此反应受钴配合物形成推动；反应中环C上的丙酸酯基团被外消旋化。以碘和乙酸将（61）氧化为内酯（62），B环尾端丙酸酯基团的手性亦得以恢复。
最后的努力目标是在（62）的5号位和15号位引入甲基。因为（62）的10号位被严重遮蔽，其与苄基氯甲基醚反应生成含两个氯甲基的中间体（图中未画出），后者可用苯硫酚进一步转换成二硫代苯基化合物（63），产物分离需要使用薄层色谱法。然后用雷尼镍加氢脱硫，该还原反应同时将内酯环打开使之成为羧酸；再用重氮甲烷与之反应生成酯（64）。
| Vitamin B12 BCAD construction part II |
| 维生素B12AD、BC环偶联（二）           |

在这个阶段，混合物异构体的数目通过高效液相色谱法减少到两个，也就是（65）中C环13号位的外消旋丙酸酯基团对应的一对非对应体。与硫酸的反应将氰基转化为酰胺基（66），但C环13号位的立体化学性质再次被破坏。再次运用高效液相色谱法，将产量较少的所需异构体（67）分离出来。（67）在乙酸钠存在下与二氧化氮的四氯化碳溶液反应，其中的酰胺基转化为羧基，生成（68）。（改进方法是用环己基硝酮（cyclohexylnitrone）和四氟硼酸银来完成这一步反应）。最后一步（68）在氨-氯化铵溶液中反应，六个酯基转化成钴啉胺酸中的酰胺基（69）。
| Vitamin B12 BCAD construction part III |
| 维生素B12AD、BC环偶联（三）            |